# Ecce Homo (да Мессіна)
«Ecce Homo» — назва серії картин італійського художника епохи Раннього Ренесансу Антонелло да Мессіни (1430–1479). Датуються роботи з 1470 до 1475 років.

## Опис
Антонелло звертався до теми Ecce Homo чотири рази. Три роботи (b, c, d) є варіаціями того самого дизайну; четвертий (а) відрізняється.
- a) 1475 — «Христос, увінчаний терном» — колекція Гаспара Мендеса де Аро, з 1698 року, Нью-Йорк; Музей мистецтва Метрополітен, acc. no. 32.100.82[1][2]
- b) 1472 — Картинна галерея Колегіо Альбероні, П'яченца[3]
- c) 1474 — Музей історії мистецтв, Відень
- d) Національна галерея Palazzo Spinola, Генуя[4]

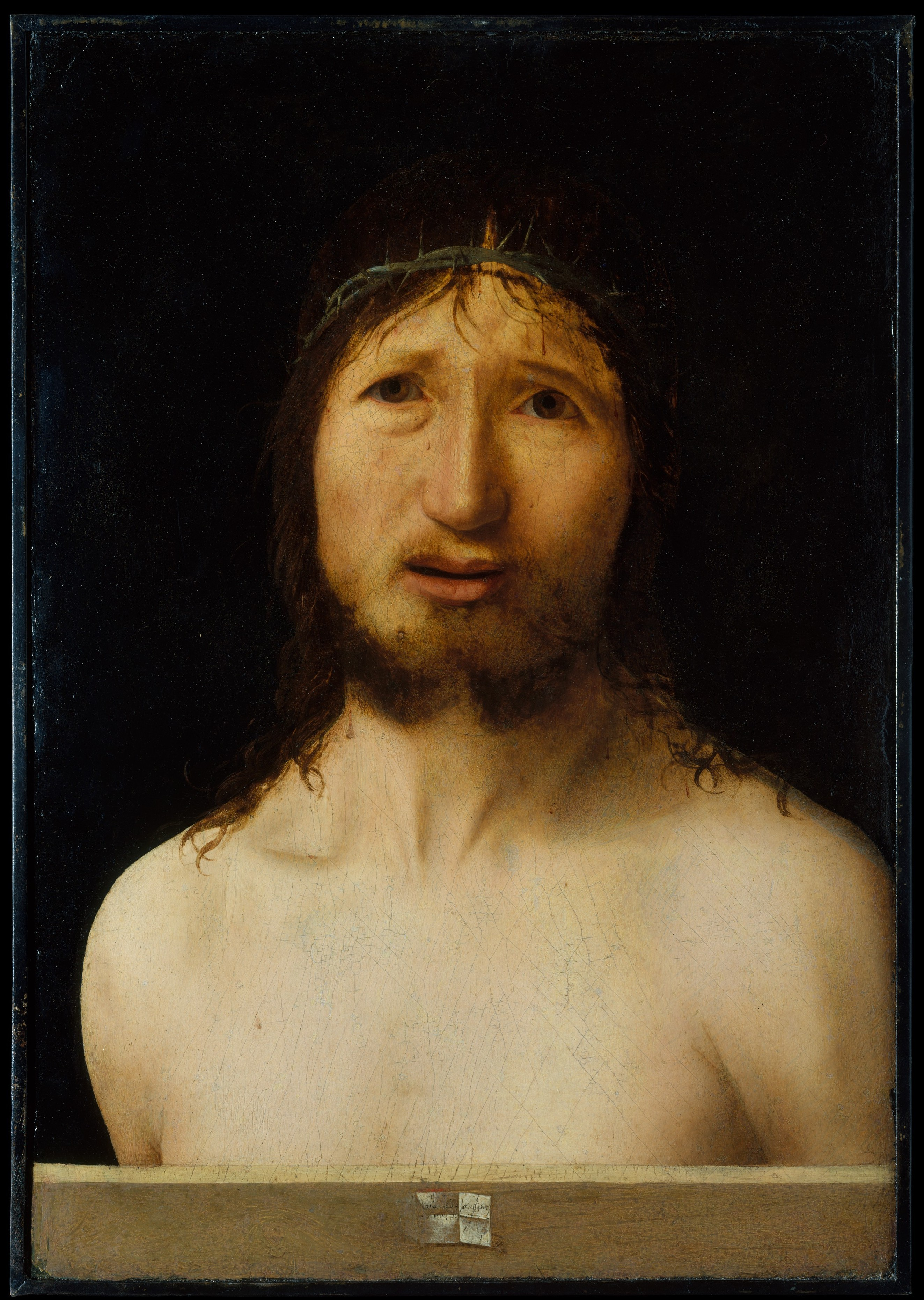
c. 1470, Музей мистецтва Метрополітен
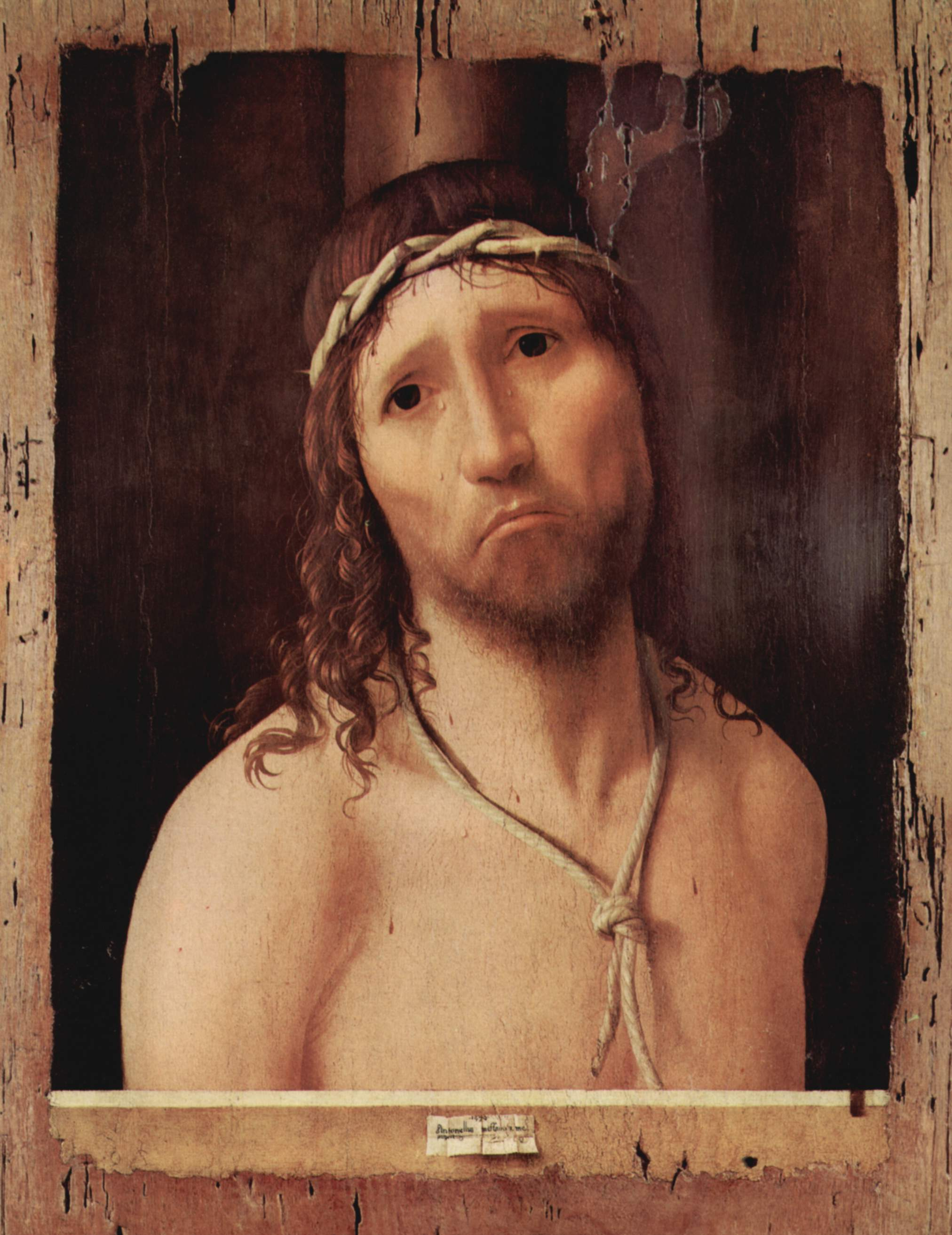
1475, П'яченца
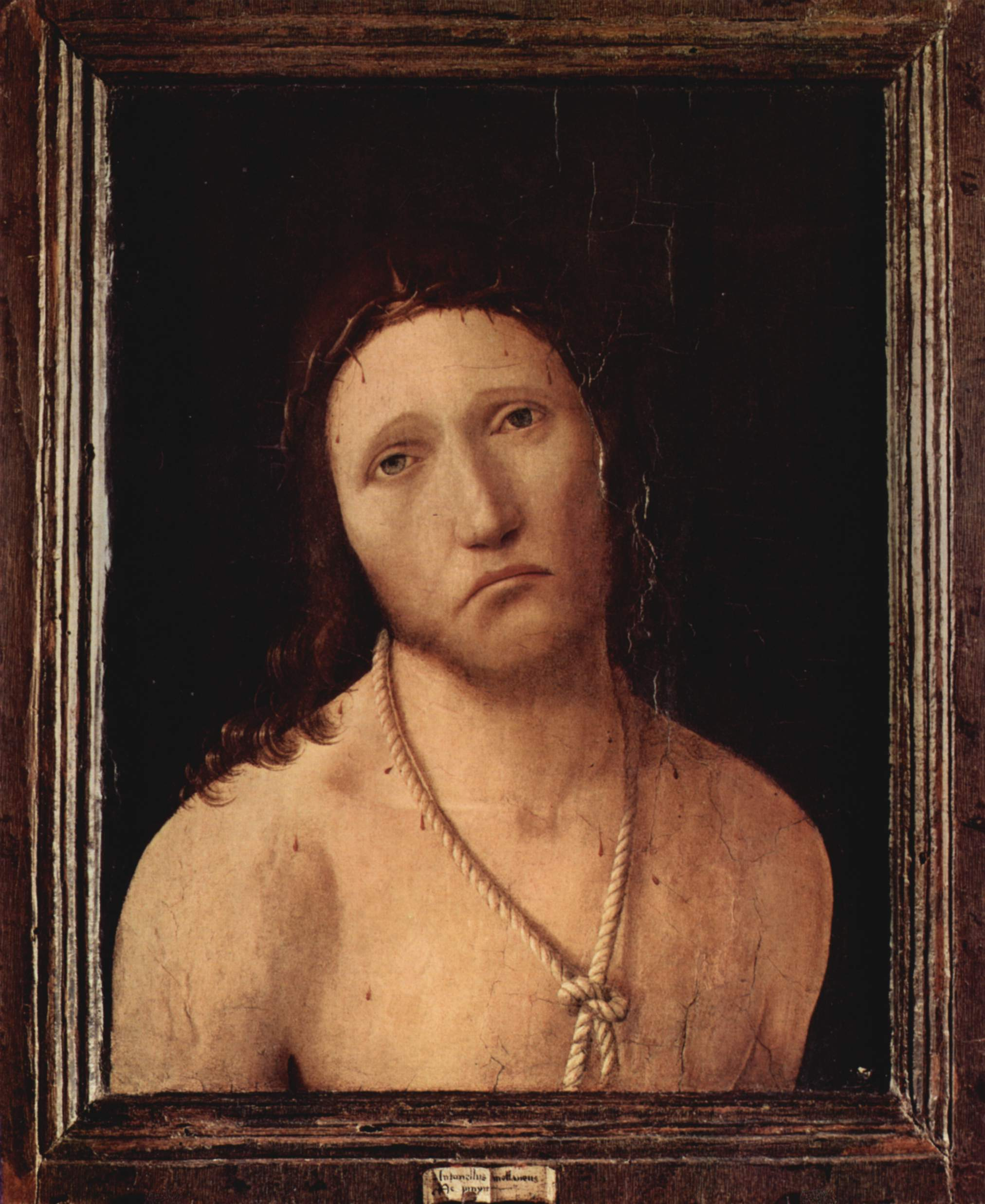
Palazzo Spinola, Генуя